# Hanns Ludin
Hanns Elard Ludin (ur. 10 czerwca 1905, zm. 9 grudnia 1947) – zbrodniarz hitlerowski, dyplomata niemiecki i ambasador III Rzeszy na Słowacji.

## Życiorys
Wstąpił do NSDAP w 1930 i jeszcze w tym samym roku władze Republiki Weimarskiej aresztowały go za nazistowską działalność polityczną. Zwolniony z więzienia w 1931, wstąpił do SA. Był jednym z niewielu prominentów SA, którzy przeżyli osławioną „Noc Długich Noży” w 1934. Ludinowi udało się wrócić do łask, dzięki rozpoczęciu pracy w Ministerstwie Spraw Zagranicznych III Rzeszy.
W 1941 zastąpił Manfreda von Killingera na stanowisku niemieckiego ambasadora na Słowacji, sojuszniku Rzeszy. Początkowo jego kompetencje były nieznaczne, główną rolę odgrywał zastępca Adolfa Eichmanna Dieter Wisliceny, który otrzymywał instrukcje prosto z Berlina z pominięciem Ludina. Rola ambasady ograniczała się praktycznie do usług o charakterze pocztowym. Jednak już w lutym 1942 Ludin wystąpił z polecenia Himmlera do słowackiego rządu o dostarczenie 20 tysięcy młodych Żydów do pracy na wschodzie, co gorliwie zostało podchwycone przez Słowaków. Pod koniec marca 1942 wystąpił z kolejnym żądaniem. Tym razem chodziło o deportację pozostałych miejscowych Żydów, na co początkowo słowacki rząd zgodził się bez żadnej presji. Jednak już w czerwcu 1942 deportacje wstrzymano, a Ludin wysłał listy do premiera Słowacji, w których wyrażał swoje zaniepokojenie i zaskoczenie.
W 1943 Wisliceny i Edmund Veesenmayer podjęli kolejne negocjacje ze Słowakami, lecz bez widocznych rezultatów. Jednak po stłumieniu słowackiego powstania w 1944, deportacjami zajęło się bezpośrednio SS, a Ludin zajmował się przy tym wszelkimi kwestiami dyplomatycznymi. Oprócz udziału w zagładzie słowackich Żydów Ludin ponosi także odpowiedzialność za deportacje Słowaków do pracy przymusowej. W 1943 został SA-Obergruppenführerem.
Po wojnie alianci schwytali Ludina i wydali go władzom czechosłowackim. Heinz Ludin został uznany za winnego popełnienia zbrodni wojennych i przeciw ludzkości oraz skazany na karę śmierci. Wyrok wykonano 9 grudnia 1947.